# Marc Corneli Maluginense (tribú)
Marc Corneli Maluginense (llatí: Marcus Cornelius P. F. M. N. Maluginensis) segons el Fasti i Titus Livi, va ser tribú amb potestat consolar dues vegades: l'any 369 aC i el 367 aC.